# 鲁宾·科尔威尔
鲁宾·科尔威尔（英語：Rubin Colwill，2002年4月27日—），威尔士男子足球运动员，场上位置是中场。他曾代表威尔士代表队参加2022年国际足联世界杯，结果队伍止步小组赛阶段。

## 俱樂部生涯
科尔威尔在八歲時加入卡迪夫城的青訓學院。2021年2月13日，他在英格蘭足球冠軍聯賽3-1擊敗考文垂城的比賽中替補上場，完成了他在俱樂部的職業首秀。翌日，科尔威尔與簽了他的第一份職業合同。2021年4月24日，在2-1擊敗韦康比流浪者的比賽中，科尔威尔首次代表俱樂部在聯賽中首發上場，他在比賽中的表現獲得了主教練米克·麥卡錫的高度讚揚。2021年9月12日，科尔威尔在卡迪夫城2-1擊敗諾丁漢森林的比賽中打入了他的第一個成年隊進球。2022年2月6日，他在足總杯第四輪3-1敗給利物浦的比賽中攻入卡迪夫城的唯一進球。